# Althammer (Kieferstädtel)
Althammer, polnisch Trachy, ist eine Ortschaft in Oberschlesien. Sie liegt in der Gemeinde Kieferstädtel im Powiat Gliwicki (Landkreis Gleiwitz) in der Woiwodschaft Schlesien.

## Geografie
Althammer liegt rund drei Kilometer südwestlich vom Gemeindesitz Kieferstädtel, 13 Kilometer westlich von der Kreisstadt Gliwice (Gleiwitz) und 36 Kilometer westlich von der Woiwodschaftshauptstadt Katowice (Kattowitz).
Durch den Ort fließt die Birawka.

## Geschichte
Der Ort entstand um 1550 und wurde durch Johann Trach als Hüttenort bzw. Industrieort gegründet. Vom Gründer leitete sich auch der frühere Ortsname Trachhammer ab, aus dem später Althammer wurde.
1703 wurde in Althammer auf Initiative des Grafen Jacob Heinrich von Flemming anstelle eine Frischfeuers bzw. Rennofens der erste Hochofen Oberschlesiens errichtet. Dieser erhielt den Namen Trachhammer.
Der Ort wurde 1783 im Buch Beytrage zur Beschreibung von Schlesien als Althammer und Trachhammer erwähnt, aber auch als Quarghammer (welches ein eigenständiges Dorf bildete), lag im Landkreis Tost und hatte 470 Einwohner, ein Vorwerk, einen Hochhofen, zwei Frischfeuer, eine Schule, 16 Bauern, 64 Gärtner und einige Häusler. 1818 wurde der Ort als Althammer erwähnt. 1865 hatte das Dorf Althammer zwölf Bauern, elf Halbbauern, 51 Viertelbauern und 53 Häusler. Die Einwohner waren nach Kieferstädtel eingepfarrt.
Bei der Volksabstimmung in Oberschlesien am 20. März 1921 stimmten 143 Wahlberechtigte für einen Verbleib Oberschlesiens bei Deutschland und 428 für eine Zugehörigkeit zu Polen. Althammer verblieb nach der Teilung Oberschlesiens beim Deutschen Reich. Bis 1945 befand sich der Ort im Landkreis Tost-Gleiwitz.
1945 kam der bis dahin deutsche Ort unter polnische Verwaltung und wurde anschließend der Woiwodschaft Schlesien angeschlossen und ins polnische Trachy umbenannt. 1950 kam der Ort zur Woiwodschaft Kattowitz. 1999 kam der Ort zum wiedergegründeten Powiat Gliwicki und zur neuen Woiwodschaft Schlesien. Am 10. Oktober 2013 erhielt der Ort zusätzlich den amtlichen deutschen Ortsnamen Althammer.

## Sehenswürdigkeiten und Bauwerke
- Figur des heiligen Rochus, überdacht mit einer Holzkonstruktion

## Bildung
- Ein Kindergarten